# Pleurocoelus
Pleurocoelus is een geslacht van sauropode dinosauriërs, behorend tot de groep van de Titanosauriformes, dat tijdens het vroege Krijt leefde in het gebied van het huidige Noord-Amerika. De status van het geslacht is onzeker.

## Vondst en naamgeving
In 1887 groef John Bell Hatcher bij Muirkirk in Prince George County in Maryland fragmentarische resten op van sauropoden die hij naar zijn opdrachtgever professor Othniel Charles Marsh zond. Marsh benoemde op grond hiervan in 1888 het geslacht Pleurocoelus. De geslachtsnaam was afgeleid van het Klassiek Griekse pleuron, "wervel", en koilos, "hol", een verwijzing naar de uitgeholde zijkanten van de wervellichamen. Marsh was duidelijk geworden dat de resten afkomstig waren van dieren van verschillende grootte: een kleinere vorm van ongeveer tien meter lang en een grotere met anderhalfmaal deze lengte. Daarom benoemde hij twee soorten: de typesoort Pleurocoelus nanus, de "dwerg", gebaseerd op de syntypen USNM 4968, 4969 en 4970, drie wervels, en Pleurocoelus altus, de "hoge", gebaseerd op USNM 4971, een gedeeltelijk scheenbeen en kuitbeen.

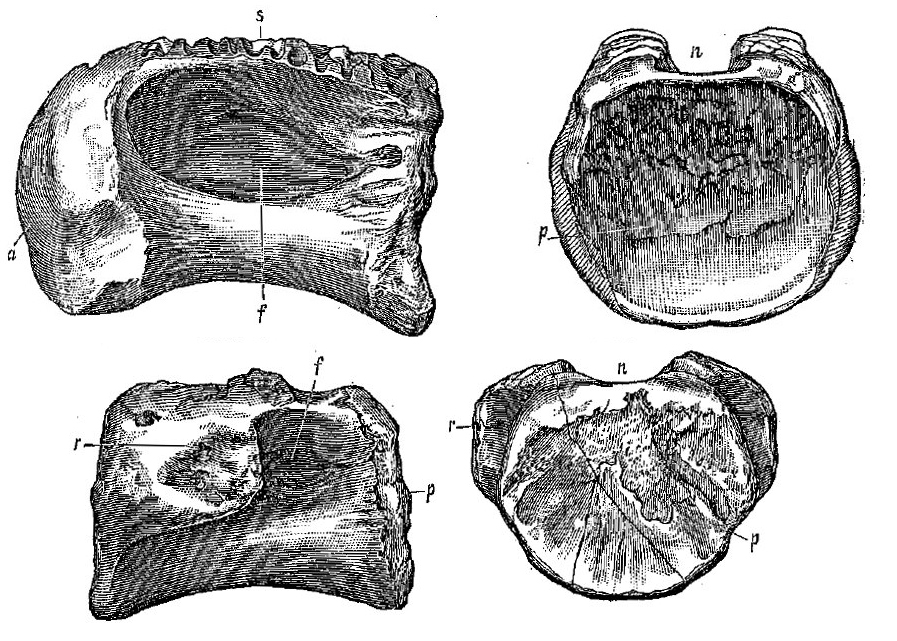
Een illustratie in Marsh (1888) van boven een typische uitgeholde ruggenwervel en onder een sacrale wervel

In 1889 benoemde de Britse paleontoloog Richard Lydekker een derde soort: Pleurocoelus valdensis. De soortaanduiding verwees naar tanden die in de Weald gevonden waren bij Cuckfield, Hastings en Battle. Verder wees Lydekker nog wat wervels aan de soort toe. Hij wees geen holotype aan.
In 1896 benoemde Marsh een vierde soort: Pleurocoelus montanus, op basis van specimen YPM 1908, een wervel gevonden in Quarry N°1 in Como Bluff in Montana in lagen uit het Jura.
Later zouden veel fragmenten uit het Onder-Krijt van Noord-Amerika aan Pleurocoelus toegewezen worden en zo ontstond de indruk dat het een belangrijk en wijdverspreid deel van de fauna geweest was, dat van 1997 tot 2009 zelfs als het officiële staatsfossiel van Texas fungeerde.

## IsPleurocoeluseen geldige naam?
De status van de vier soorten van Pleurocoelus werd echter al snel dubieus. Er is geen aantoonbaar verband tussen de tanden van P. valdensis en de wervels, tussen de wervels onderling of tussen deze resten en het Amerikaanse materiaal. Het Britse materiaal is vermoedelijk van Brachiosauridae afkomstig. De soort P. johnstoni wordt tegenwoordig meestal als een nomen dubium beschouwd. In 2005 stelde José Ignacio Canudo echter dat P. valdensis toch geldig was en ook uit Iberia bekend. Wel moest er een nieuw geslacht voor benoemd worden, iets wat nog niet gebeurd is.
P. montanus is een jonger synoniem van Camarasaurus grandis, zoals John Stanton McIntosh in 1994 vaststelde.
De vondsten uit Maryland waren gedaan in lagen van de Arundel Clay Formation die dateren uit het Aptien. Al in 1903 wees Hatcher er zelf op dat uit deze lagen al in 1865 een sauropode benoemd was door Joseph Leidy: Astrodon johnstoni, en dat zijn eigen vondsten daaraan vermoedelijk identiek waren. Dat zou Pleurocoelus een jonger synoniem van Astrodon maken. Lang niet alle onderzoekers namen dit oordeel echter over. Daarbij was het onduidelijk of P. nanus, P. altus en A. johnstoni wel één enkele soort vormden. Uitgaande van een identiteit ontstonden nieuwe combinaties als Astrodon nanus (Marsh 1888) Steel 1970, Astrodon altus (Marsh 1888) Gilmore 1925, Astrodon montanus (Marsh 1888) Kingham 1962 en zelfs een Astrodon valdensis (Lydekker 1889) Swinton 1936. In 2005 stelde Kenneth Carpenter nog dat de kleinere vorm simpelweg het jong van de grotere was en er geen onderscheid vaststelbaar was met Astrodon. Vanaf 2007 stellen verschillende onderzoekers echter dat een identiteit niet bewezen kan worden doordat beide vormen nomina dubia zijn.

## Classificatie
Marsh bracht Pleurocoelus onder in een eigen Pleurocoelidae. Dat zei dus nog weinig over de echte verwantschappen. Nadat begin twintigste eeuw een plaatsing in de Morosauridae was gesuggereerd, werd later een positie in de Brachiosauridae populair, vooral bij degenen die een identiteit met Astrodon aannamen. Op het eind van de twintigste eeuw werd echter duidelijk dat ook niet uitgesloten kon worden dat het dier tot de Titanosauria behoorde, zeker als het een eigen taxon was. Voorzichtigheidshalve geeft men tegenwoordig meestal de plaatsing als een omvattender Titanosauriformes of zelfs een nog ruimer Macronaria.